# Dominic Moore
Dominic Moore (né le 3 août 1980 à Thornhill en Ontario au Canada) est un joueur professionnel canadien de hockey sur glace.

## Biographie
Dominic Moore est le benjamin d'une famille de trois garçons ; les deux aînés sont Steve né en 1978 et Mark né en 1979. Les trois Moore sont nés dans la ville de Thornhill en Ontario et Dominic naît le 3 août 1980.
En 1996-1997, Dominic Moore joue avec les Rattlers de Thornhill puis passe les deux saisons suivantes avec les Tigers d'Aurora qui évolue dans la Ligue de hockey junior A de l'Ontario. En 1999, il rejoint l'Université Harvard où il retrouve ses deux aînés au sein de l'équipe de hockey de l'université, le Crimson d'Harvard qui évolue dans championnat Universitaire, dans la division ECAC Hockey League. Les trois Moore jouent ensemble pour cette saison 1999-2000.
Au cours du repêchage d'entrée dans la LNH 2000, les Rangers de New York le prennent en troisième ronde (95e choix) mais il finira ses études avant de commencer dans la grande ligue. Lors de sa dernière saison avec le Crimson, il est nommé capitaine de son équipe, deux ans après son aîné, Mark. En 2003-2004, il partage son temps de jeu entre la franchise de la LNH et celle associée dans la Ligue américaine de hockey (LAH): Hartford Wolf Pack.
Il joue son premier match en LNH le 1er novembre 2003 contre les Canadiens de Montréal, match gagné 5-1 par les Rangers et au cours duquel il réalise trois passes décisives. Il est le second joueur des Rangers a inscrire 3 points lors de son premier match (le premier fut George Allen en 1938).
Au cours du lock-out 2004-2005, il joue dans la LAH pour Hartford et est le troisième pointeur de la saison. Le 19 juillet 2006, il rejoint les Penguins de Pittsburgh. Le 27 février 2007, il est échangé au Wild du Minnesota en retour d'un choix de troisième ronde au Repêchage d'entrée dans la LNH 2007. Il est réclamé au ballotage par les Maple Leafs de Toronto le 11 janvier 2008. Le 4 mars 2009, il est échangé au Sabres de Buffalo en retour d'un choix de deuxième ronde. Le 11 février 2010, il change encore d'adresse cette fois il est échangé aux Canadiens de Montréal en retour d'un choix de deuxième ronde. Le 30 juillet de la même année, il signe un contrat de deux ans avec le Lightning de Tampa Bay.
Moore est de retour avec les Rangers pour la saison 2013-2014 de la LNH. Alors que son équipe échoue en finale des séries éliminatoires de la Coupe Stanley 2014, Moore est mis en avant par la LNH en recevant en fin de saison trophée Bill-Masterton en tant que joueur ayant démontré le plus de qualité de persévérance et d'esprit d'équipe. Le 1er juillet 2014, il signe une prolongation de contrat de deux ans d'une valeur de 3 millions de dollars avec les Rangers.[réf. nécessaire]
Le 30 août 2016, il signe un contrat d'un an avec les Bruins de Boston, puis avec les Maple Leafs de Toronto, le 1er juillet 2017, alors qu'il signe un contrat d'un an également.

## Statistiques
| Saison     | Équipe                 | Ligue      |     | Saison régulière | Saison régulière | Saison régulière | Saison régulière | Saison régulière |    | Séries éliminatoires | Séries éliminatoires | Séries éliminatoires | Séries éliminatoires | Séries éliminatoires |
| Saison     | Équipe                 | Ligue      | PJ  | B                | A                | Pts              | Pun              | PJ               | B  | A                    | Pts                  | Pun                  |                      |                      |
| 1996-1997  | Rattlers de Thornhill  | Ont. Jr. A | 29  | 4                | 6                | 10               | 48               | 1                | 0  | 1                    | 1                    | 0                    |                      |                      |
| 1997-1998  | Tigers d'Aurora        | Ont. Jr. A | 51  | 10               | 15               | 25               | 16               | -                | -  | -                    | -                    | -                    |                      |                      |
| 1998-1999  | Tigers d'Aurora        | Ont. Jr. A | 51  | 34               | 53               | 87               | 70               | -                | -  | -                    | -                    | -                    |                      |                      |
| 1999-2000  | Crimson d'Harvard      | NCAA       | 30  | 12               | 12               | 24               | 28               | -                | -  | -                    | -                    | -                    |                      |                      |
| 2000-2001  | Crimson d'Harvard      | NCAA       | 32  | 15               | 28               | 43               | 40               | -                | -  | -                    | -                    | -                    |                      |                      |
| 2001-2002  | Crimson d'Harvard      | NCAA       | 32  | 13               | 16               | 29               | 37               | -                | -  | -                    | -                    | -                    |                      |                      |
| 2002-2003  | Crimson d'Harvard      | NCAA       | 34  | 24               | 27               | 51               | 30               | -                | -  | -                    | -                    | -                    |                      |                      |
| 2003-2004  | Wolf Pack de Hartford  | LAH        | 70  | 14               | 25               | 39               | 60               | 16               | 3  | 3                    | 6                    | 8                    |                      |                      |
| 2003-2004  | Rangers de New York    | LNH        | 5   | 0                | 3                | 3                | 0                | -                | -  | -                    | -                    | -                    |                      |                      |
| 2004-2005  | Wolf Pack de Hartford  | LAH        | 78  | 19               | 30               | 49               | 78               | 6                | 1  | 1                    | 2                    | 4                    |                      |                      |
| 2005-2006  | Rangers de New York    | LNH        | 82  | 9                | 9                | 18               | 28               | 4                | 0  | 0                    | 0                    | 2                    |                      |                      |
| 2006-2007  | Penguins de Pittsburgh | LNH        | 59  | 6                | 9                | 15               | 46               | -                | -  | -                    | -                    | -                    |                      |                      |
| 2006-2007  | Wild du Minnesota      | LNH        | 10  | 2                | 0                | 2                | 10               | -                | -  | -                    | -                    | -                    |                      |                      |
| 2007-2008  | Wild du Minnesota      | LNH        | 30  | 1                | 2                | 3                | 10               | -                | -  | -                    | -                    | -                    |                      |                      |
| 2007-2008  | Maple Leafs de Toronto | LNH        | 38  | 4                | 10               | 14               | 14               | -                | -  | -                    | -                    | -                    |                      |                      |
| 2008-2009  | Maple Leafs de Toronto | LNH        | 63  | 12               | 29               | 41               | 69               | -                | -  | -                    | -                    | -                    |                      |                      |
| 2008-2009  | Sabres de Buffalo      | LNH        | 18  | 1                | 3                | 4                | 23               | -                | -  | -                    | -                    | -                    |                      |                      |
| 2009-2010  | Panthers de la Floride | LNH        | 48  | 8                | 9                | 17               | 35               | -                | -  | -                    | -                    | -                    |                      |                      |
| 2009-2010  | Canadiens de Montréal  | LNH        | 21  | 2                | 9                | 11               | 8                | 19               | 4  | 1                    | 5                    | 6                    |                      |                      |
| 2010-2011  | Lightning de Tampa Bay | LNH        | 77  | 18               | 14               | 32               | 52               | 17               | 3  | 8                    | 11                   | 18                   |                      |                      |
| 2011-2012  | Lightning de Tampa Bay | LNH        | 56  | 4                | 15               | 19               | 48               | -                | -  | -                    | -                    | -                    |                      |                      |
| 2011-2012  | Sharks de San José     | LNH        | 23  | 0                | 6                | 6                | 6                | 3                | 0  | 0                    | 0                    | 5                    |                      |                      |
| 2013-2014  | Rangers de New York    | LNH        | 73  | 6                | 12               | 18               | 18               | 25               | 3  | 5                    | 8                    | 24                   |                      |                      |
| 2014-2015  | Rangers de New York    | LNH        | 82  | 10               | 17               | 27               | 28               | 19               | 1  | 2                    | 3                    | 12                   |                      |                      |
| 2015-2016  | Rangers de New York    | LNH        | 80  | 6                | 9                | 15               | 32               | 5                | 1  | 0                    | 1                    | 6                    |                      |                      |
| 2016-2017  | Bruins de Boston       | LNH        | 82  | 11               | 14               | 25               | 44               | 6                | 0  | 1                    | 1                    | 4                    |                      |                      |
| 2017-2018  | Maple Leafs de Toronto | LNH        | 50  | 6                | 6                | 12               | 16               | 2                | 0  | 0                    | 0                    | 0                    |                      |                      |
| 2018-2019  | ZSC Lions              | LNA        | 11  | 0                | 1                | 1                | 6                | -                | -  | -                    | -                    | -                    |                      |                      |
| Totaux LNH | Totaux LNH             | Totaux LNH | 897 | 106              | 176              | 282              | 487              | 101              | 12 | 17                   | 29                   | 77                   |                      |                      |

## Honneurs et distinctions
- 1999-2000 : meilleure recrue de l'année de l'Université Harvard, de l'ECAC et de la NCAA. Il est sélectionné dans l'équipe des recrues de l'ECAC et dans la seconde équipe des meilleurs joueurs de la NCAA.
- 2000-2001 : sélectionné dans la seconde équipe des meilleurs joueurs de l'ECAC et dans la première de la NCAA.
- 2001-2002 : sélectionné dans la seconde équipe des meilleurs joueurs de la NCAA.
- 2002-2003 : joueur le plus important de Harvard (coupe John Tudor) et il est sélectionné dans la première équipe des meilleurs joueurs de la NCAA.
- 2013-2014 : trophée Bill-Masterton de la LNH.